# Draconarius tubercularis
Draconarius tubercularis är en spindelart som beskrevs av Xu och Li 2007. Draconarius tubercularis ingår i släktet Draconarius och familjen mörkerspindlar. Inga underarter finns listade i Catalogue of Life.